# Rivière Brûlé (rivière Sainte-Anne)
Pour les articles homonymes, voir Brûlé.
Ne doit pas être confondu avec Rivière Brûlée.
La rivière Brûlé est un affluent de la rivière Sainte-Anne, coulant sur la rive nord du fleuve Saint-Laurent, dans le territoire non organisé de Lac-Jacques-Cartier, dans la municipalité régionale de comté (MRC) de La Côte-de-Beaupré, dans la région administrative de la Capitale-Nationale, dans la province de Québec, au Canada.
La partie sud de cette petite vallée est desservie de chaque côté de la rivière par diverses routes forestières. La partie supérireure est desservie par une route forestière qui passe du côté nord de la rivière. La sylviculture constitue la principale activité économique de cette vallée ; les activités récréotouristiques, en second.
La surface de la rivière Brûlé est généralement gelée du début de décembre jusqu'à la fin de mars ; toutefois la circulation sécuritaire sur la glace se fait généralement de la mi-décembre à la mi-mars. La partie supérieure compte une période de gel d'environ une semaine additionnelle. Le niveau de l'eau de la rivière varie selon les saisons et les précipitations ; la crue printanière survient en mars ou avril.

## Géographie
La rivière Brûlé prend sa source au lac Fourchu, dans le territoire non organisé du Lac-Jacques-Cartier. Ce lac comporte une zone de marais du côté ouest et de haute falaise du côté nord et du côté sud. L'embouchure de ce lac est située à :
- 4,6 km à l'est du cours de la rivière Savane ;
- 6,3 km à l'ouest du sommet du Mont Raoul-Blanchard (altitude : 1 159 m) ;
- 5,8 km au nord-ouest du sommet du Mont Bleu (altitude : 1 150 m) ;
- 13,8 km au nord-ouest de l'embouchure de la rivière Brûlé.

À partir de la décharge du Lac Fourchu, le cours de la rivière Brûlé descend sur environ 20 km, avec une dénivellation de 436 m, selon les segments suivants :
- 1,5 km vers l'est jusqu'à la décharge (venant du sud) du Lac Brûlé ;
- 3,0 km vers l'est dans une vallée encaissée, jusqu'à un coude de rivière ;
- 6,4 km vers le sud dans une vallée encaissée en passant du côté ouest du Mont Raoul-Blanchard et de la montagne Brûlé, puis en courbant vers l'est pour aboutir dans une petite vallée, jusqu'à la décharge (venant de l'ouest) du lac Janot ;
- 7,1 km vers le sud-est avec une dénivellation de 99 m, en formant quelques serpentins en fin de segment où le courant traverse une longue série de rapides, jusqu'à un coude de rivière ;
- 2,1 km vers le nord-est en en traversant plusieurs séries de rapides, jusqu'à son embouchure[2].

La rivière Brûlé se déverse sur la rive sud-ouest de la rivière Sainte-Anne (Beaupré), dans le territoire non organisé de Lac-Jacques-Cartier, face à la limite nord de Saint-Tite-des-Caps. Cette confluence se situe à 13,1 km à l'ouest de la rive nord-ouest du fleuve Saint-Laurent, à 20,5 km au sud-ouest du centre du village de Petite-Rivière-Saint-François et à 10,0 km au nord-ouest du centre du village de Saint-Tite-des-Caps.
À partir de la confluence de la rivière Brûlé, le courant coule sur 27,5 km généralement vers le sud-ouest par le cours de la rivière Sainte-Anne, laquelle traverse le centre-ville de Beaupré, jusqu'à la rive nord-ouest du fleuve Saint-Laurent.

## Toponymie
Probablement né vers 1592 à Champigny-sur-Marne en France, Étienne Brûlé devint un explorateur et un interprète en langue wendate (huronne). Il arrive dans la colonie en même temps que Samuel de Champlain, auprès de qui il s'est engagé en 1608. Brûlé est possiblement le premier Européen à avoir pénétré en Huronie. Il a exploré plusieurs territoires dont la baie Georgienne et les lacs Huron, Ontario, Supérieur et Érié, où il fait le commerce des fourrures pour les Français. Lors de la prise illégale de Québec par les frères Kirke en 1629, dans un contexte de guerre entre l'Angleterre à la France, Étienne Brulé passe au service des Anglais. Finalement, le traité de Saint-Germain-en-Laye met un terme au conflit en restituant la Nouvelle-France à la France, en 1632. Samuel de Champlain revient dans la colonie et accuse Étienne Brûlé de trahison en ces termes : «Voilà ceux qui on trahy leur Roy & vendu leur patrie[…]». Étienne Brulé se réfugie alors en Huronie où il est tué, au cours de l'année 1633.
Le toponyme rivière Brûlé a été officialisé le 13 décembre 1996 à la Banque des noms de lieux de la Commission de toponymie du Québec.